# Athetis poliophaea
Athetis poliophaea là một loài bướm đêm trong họ Noctuidae.